# Synthpop
Synthpop of synthipop is een muziekstijl waarbij synthesizers en elektronische drums domineren.

## Ontstaansgeschiedenis
In de jaren 70 werd de rol van de synthesizer in de popmuziek steeds groter, met bijvoorbeeld Jean Michel Jarre en Vangelis. De stijl synthpop, een subgenre van new wave, was grotendeels te danken aan synthesizertechnologie. Duitse bands zoals Kraftwerk en Tangerine Dream leverden baanbrekend werk. Enola Gay (1980) van OMD gebruikte opmerkelijke elektronische percussie en een gesynthetiseerde melodie. Hits waren Tainted Love van Soft Cell, Just Can't Get Enough van Depeche Mode (1981) en Are 'Friends' Electric? van Tubeway Army (1979). Andere synthpop-bands waren Visage, Japan, Spandau Ballet, Culture Club, Eurythmics, Blancmange en A Flock of Seagulls. 
De eigenlijke synthpop ontstond eind jaren zeventig, tijdens de new wave in Groot-Brittannië, waar de stroming, wat betreft de meer op de hitparade gerichte bands, door het leven ging als 'New Romantic'. De meeste bands zijn beïnvloed door artiesten als Kraftwerk, David Bowie en Roxy Music.
Bekende synthpop-groepen en -artiesten zijn Pet Shop Boys, Duran Duran, Thomas Dolby, Heaven 17, Ultravox, Gary Numan, Alphaville, de Thompson Twins, The Human League, Tears for Fears en Trans-X.
Toen A Flock of Seagulls in 1982 I Ran (So Far Away) uitbracht, werd dit een enorme MTV-hit, evenals Take On Me van A-ha en Fade to Grey van Visage.
Onder meer ook de Amerikaanse band Sparks liep reeds vooruit op de doorbraak van de synthpop, nadat de leden van deze band in 1979 in contact kwamen met Giorgio Moroder, een Italiaanse disco-producer wiens Donna Summer-platen ze bewonderden.
Het "pop"-gevoel is in deze muziek zeer belangrijk. Naast de voorname rol voor synthesizer en elektronica wordt de muziek gekenmerkt door melodieuze, luchtige liedjes met pakkende zanglijnen, terwijl ook (sporadisch) gebruik van gitaar voorkomt.
Het genre bleef populair binnen de gothic-subcultuur, hoewel de latere bands qua geluid niet ver zijn afgedwaald van de oorspronkelijke sound die vooral Depeche Mode heeft neergezet. Synthpop is zeer populair in Scandinavië waar bands in dit genre vaak de hitparade halen, en in Duitsland en Frankrijk.
De songstructuren van de synthpop stonden ook aan de basis van de futurepop wat een kruising is tussen EBM, trance en synthpop.

## Belangrijkste bands
- a-ha
- ABC
- Alphaville
- A Flock of Seagulls
- Bronski Beat
- Confetti's
- Depeche Mode
- The Communards
- Devo
- Erasure
- Eurythmics
- Front 242
- Gary Numan / Tubeway Army
- Giorgio Moroder
- Heaven 17
- IAMX
- The Human League
- Kajagoogoo
- Laid Back
- Lime
- Modern Talking
- New Order
- Orchestral Manoeuvres in the Dark (OMD)
- Organisation for Fun
- Pet Shop Boys
- Sparks
- Thompson Twins
- Tears for Fears
- Ultravox
- Wolfsheim
- Yazoo
- Years & Years
- Soft Cell
- Falco

## Huidige navolgers
- Camouflage
- Covenant
- De/Vision
- Echo image
- Grimes
- Iris
- Mesh
- Mind.in.a.box
- Northern lite
- Ou Est Le Swimming Pool
- Seabound
- Spray
- The Knife
- Welle:Erdball
- La Roux
- Owl City
- MGMT
- Hurts
- Thomas Azier